# John Eisele
John Lincoln Eisele (18. januar 1884 i Newark – 30. marts 1933) var en amerikansk atlet som deltog i OL 1908 i London.
Eisele vandt en sølvmedalje i atletik under OL 1908 i London. Han var med på det amerikanske hold som kom på en andenplads i holddisciplinen i 3 mile. De andre på holdet var George Bonhag og Herbert Trube.
Han vandt også en bronzemedalje i atletik under samme OL. Han kom på en tredjeplads i disciplinen 3200 m forhindringsløb efter Arthur Russell og Archie Robertson, begge fra Storbritannien.
Han begik selvmord ved at skyde sig selv.